# Suncus ater
Suncus ater es una especie de musaraña de la familia de los Soricidae.

## Distribución geográfica
Sólo se encuentra en el Monte Kinabalu, en el norte de Borneo. 
Se ve amenazada de extinción por la pérdida de su hábitat natural. 